# Producto regional belga
Un producto regional belga (streekproduct en flamenco), es un producto hecho en territorio belga y oficialmente reconocido por el estado belga o por la Unión Europea como especialidad de la región. Actualmente 124 productos belgas llevan la etiqueta de producto regional belga. 
La etiqueta protectora del estado belga o, aún más, de la Unión Europea, evita una posible desaparición de productos tradicionales en el futuro. Además ofrece a los productores el reconocimiento de marca dentro del país y la oportunidad de promocionar el producto regional fuera de Bélgica. La etiqueta también procura que la calidad del producto siempre esté asegurada en el futuro.

## Algunos productos regionales belgas

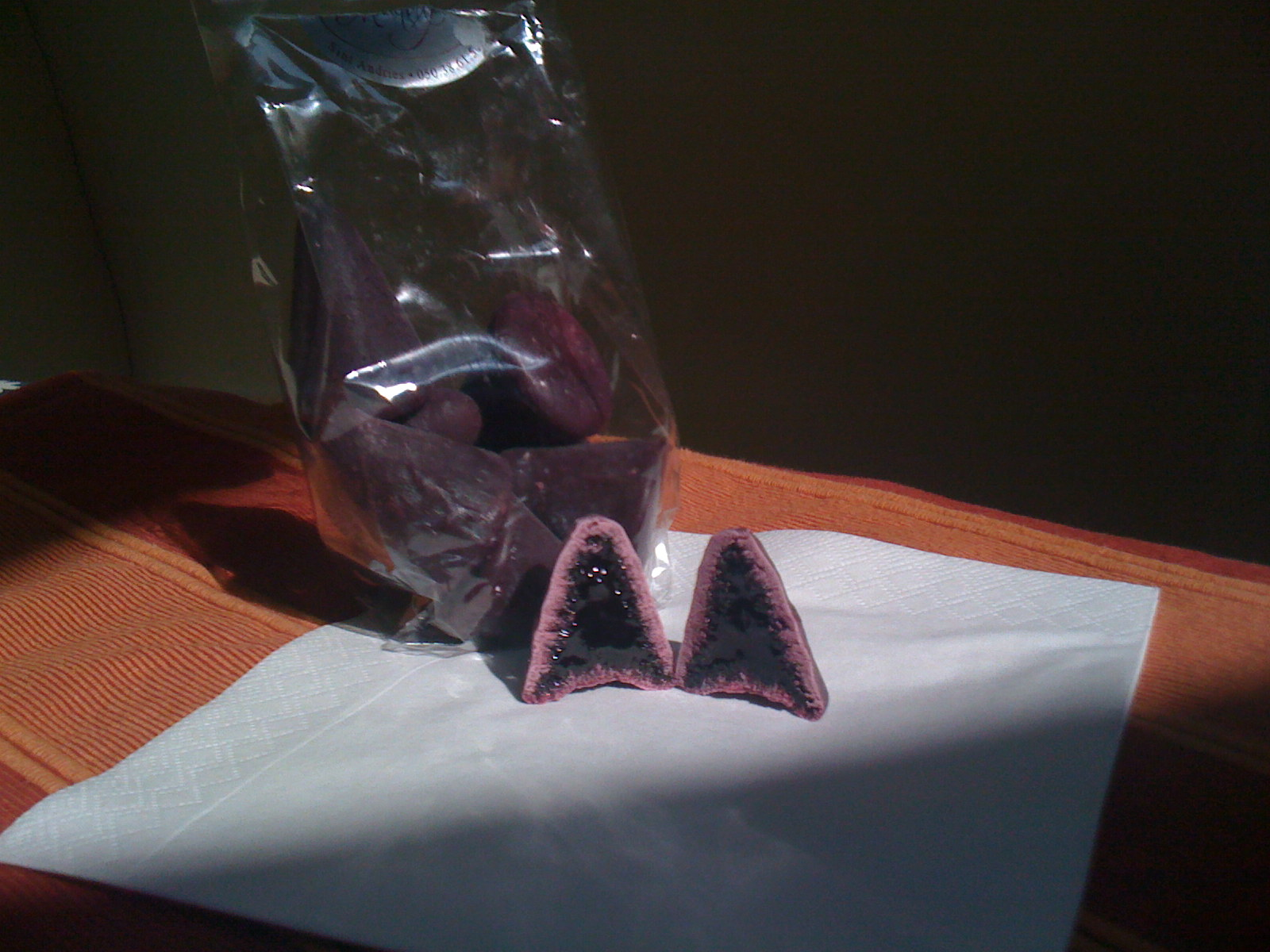
El cuberdon, bombón belga.

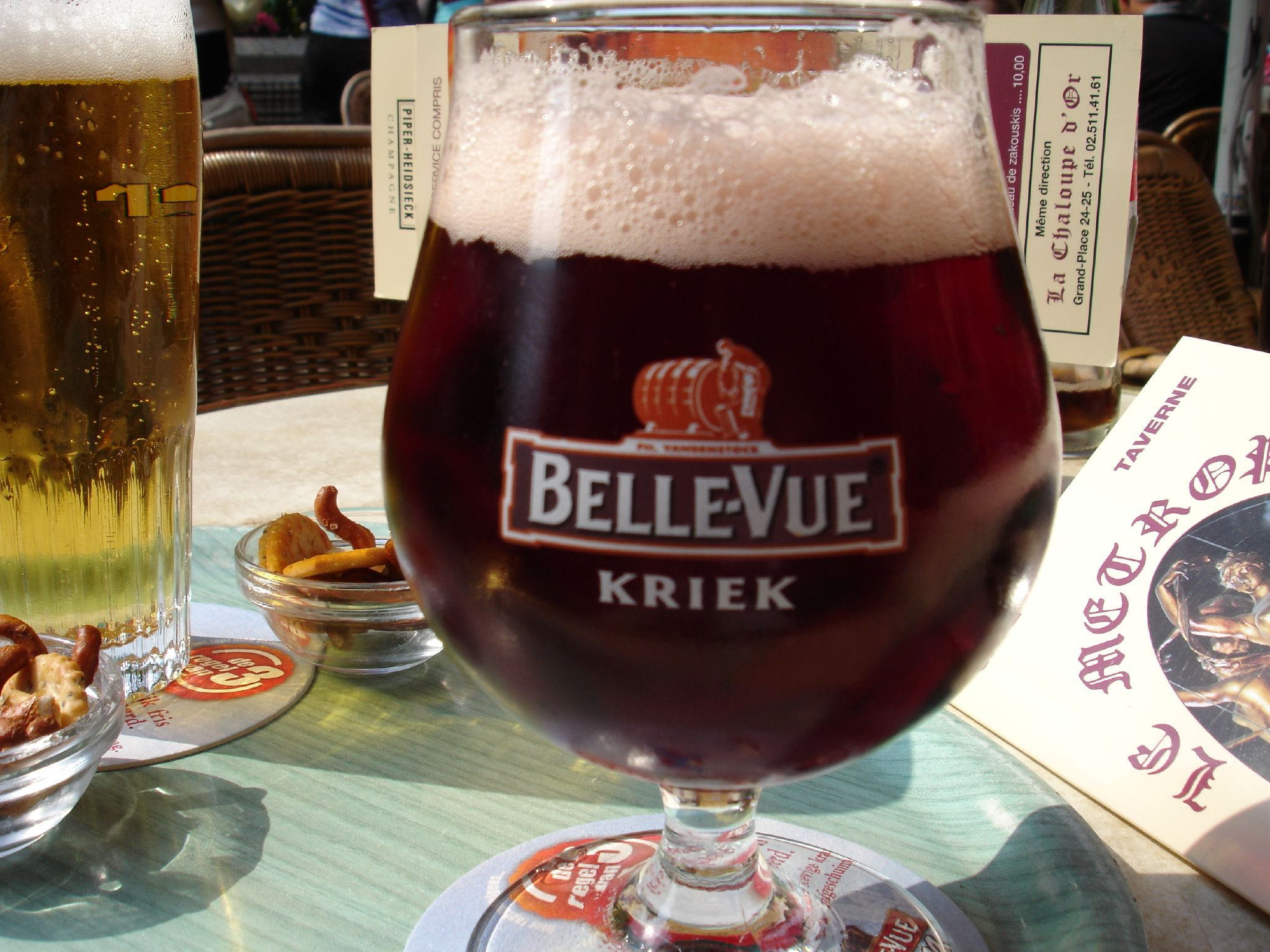
Una copa de Kriek de una marca comercial.

- el cuberdon, un bombón cónico, aromatizado a la frambuesa.
- el vlaai de Aalst, una tarta belga con pan de jengibre.
- la ginebra de cereales de Hasselt, una bebida alcohólica.
- la Kriek, una cerveza belga con cerezas agrias.
- la mattentaart de Geraardsbergen, un tipo de pastel con suero, leche entera, huevos y azúcar.
- el azúcar cande.
- el café de Amberes.
- la Beurre d'Ardenne, un tipo de mantequilla.

## Criterios
Para que un producto sea reconocido por el estado belga o por la Unión Europea como producto regional, tiene que cumplir con los requisitos siguientes:
1. Los productos regionales belgas tienen que prepararse con materias primas de la región misma.[3] De vez en cuando hace falta importar algunos productos que ya no se encuentran disponibles en Bélgica. Pensamos por ejemplo en grano de mostaza o en trigo sarraceno. Las recetas tradicionales con ingredientes extranjeros o exóticos (p.ej. almendras, granos de café, cacao o especias) también entran en consideración para ser insertadas en la lista oficial de los productos regionales. La población local y/o un público más amplio acepta el producto como producto tradicional, propio a la región. Muchas veces el público o el jurado acepta el alimento gracias a su nominación tradicional, su forma típica, su uso, etc.
2. Los productos regionales tradicionales se fabrican de una manera artesanal según la tradición regional. Ya que los compradores exigen cada vez más de estos productos, los métodos de fabricación también están evolucionando. Sin embargo los productores de los productos regionales intentan mantener, lo mejor posible, los originales y típicos métodos de fabricación.[3]
3. Los productos regionales tradicionales se preparan en su región de origen. Los productores de alimentos, reconocidos en Flandes o en la Unión Europea, siempre prefieren una producción local.[3]
4. Para que un producto sea reconocido como producto regional y oficial, tiene que existir como mínimo desde hace 25 años.[3] De vez en cuando los productores de especialidades regionales vuelven a descubrir antiguos modos de preparación que casi cayeron en el olvido. En este caso el productor también puede aspirar a reconocimiento para la especialidad redescubierta.
5. Ser generalmente considerado típico de una región.[3]